# 백야의 탈출
《백야의 탈출》(Island in the Sky)은 미국에서 제작된 윌리엄 A. 웰먼 감독의 1953년 모험, 드라마 영화이다. 존 웨인 등이 주연으로 출연하였다. 워너브라더스에 의해 개봉되었다.

## 출연

### 주연
- 존 웨인
- 로이드 놀런
- 월터 아벨

### 조연
- 제임스 아네스
- 앤디 데빈
- 알린 조슬린
- 지미 라이든
- 해리 커리 쥬니어
- 핼 베이러
- 숀 맥클로리